# Östergötland
Östergötland (câteodată cunoscută ca Ostrogothia) este o provincie a Suediei.